# Прапор Південної Осетії
Прапор Південної Осетії — офіційний прапор Південної Осетії. Прапор має прямокутну форму зі співвідношення сторін 1:2. Має три однакові за розміром горизонтальні смуги: біла зверху, червона посередині та жовта знизу. Червоний колір символізує відвагу, жовтий успіх та розквіт, а білий — моральну чистоту. Прапор Південної Осетії ідентичний прапору Республіки Північна Осетія — Аланія.
Зовнішній вигляд прапора описаний у Конституції Південної Осетії, яка була прийнята 26 листопада 1990 року та підтверджений Законом про державний прапор від 30 березня 1992 року.